# Baldur Preiml
Baldur Preiml   (Greifenburg, 8 de juliol de 1939 - Spittal an der Drau, 27 de gener de 2025) va ser un saltador d'esquí austríac que destacà durant la dècada del 1960.
El 1964 va prendre part en els Jocs Olímpics d'Hivern d'Innsbruck, on disputà dues proves del programa de salt amb esquís. En ambdues finalitzà més enllà de la desena posició. Quatre anys més tard, als Jocs de Grenoble, tornà a disputar dues proves del programa de salt amb esquís. En el salt curt guanyà la medalla de bronze, rere Jiří Raška i Reinhold Bachler, mentre en el salt llarg finalitzà en una posició molt endarrerida. Poc després es va retirar. Entre 1974 i 1980 fou l'entrenador principal de l'equip nacional austríac de salts d'esquí, anys en què Àustria passà a ser una potència mundial en les proves de salts.
En el seu palmarès també destaca la una tercera posició al Torneig dels Quatre Trampolins de la temporada 1963-1964, edició on aconseguí la victòria al trampolí de Bischofshofen. També va guanyar una medalla d'or a les Universíades de 1964.